# Equipas ciclistas UCI Team Feminino-Temporada de 2020
Na temporada de 2020 registaram-se os seguintes equipas ciclistas de categoria UCI Women's Team, máxima categoria feminina do ciclismo de estrada a nível mundial.:

## Lista de equipas
Para a temporada de 2020 as equipas UCI WorldTeam Feminino são 8:
| Código UCI | Nome                               | País           | Continente |
| ---------- | ---------------------------------- | -------------- | ---------- |
| ALE        | Alé BTC Ljubljana                  | Itália         | EUR        |
| CSR        | Canyon Sram Racing                 | Alemanha       | EUR        |
| CCC        | CCC-Liv                            | Países Baixos  | EUR        |
| FDJ        | FDJ Nouvelle Aquitaine Futuroscope | França         | EUR        |
| MTS        | Mitchelton Scott                   | Austrália      | OCE        |
| MOV        | Movistar Team                      | Espanha        | EUR        |
| SUN        | Team Sunweb                        | Países Baixos  | EUR        |
| TFS        | Trek-Segafredo Women               | Estados Unidos | AME        |